# Gare du Grand-Lemps
Gare du Grand-Lemps vasútállomás Franciaországban, Le Grand-Lemps településen.

## Vasútvonalak
Az állomást az alábbi vasútvonalak érintik:
- Lyon-Perrache-Grenoble-Marseille-vasútvonal

## Kapcsolódó állomások
A vasútállomáshoz az alábbi állomások vannak a legközelebb:
- Gare de Châbons (Lyon-Perrache pályaudvar)
- Beaucroissant railway station (Gare de Marseille-Saint-Charles)